# Mikołaj Haberschrack

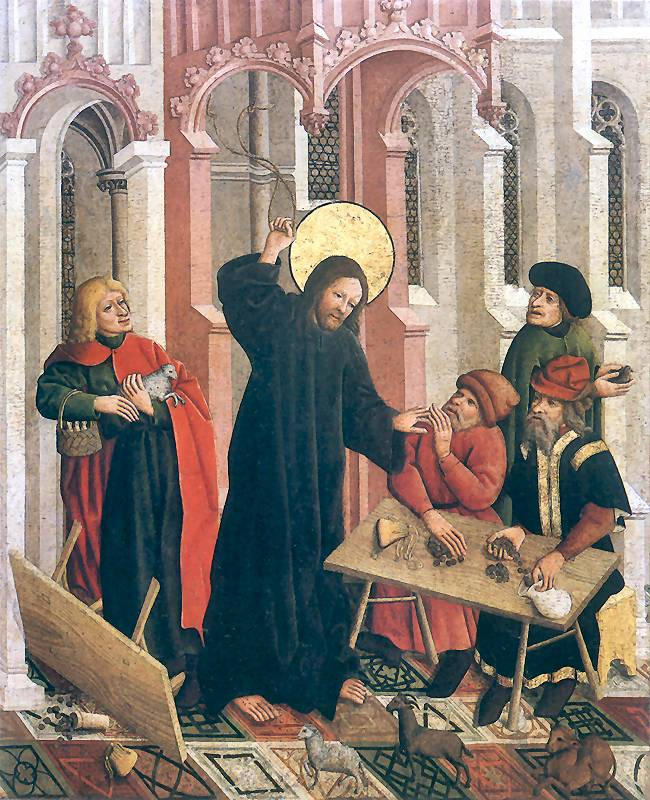
Wypędzenie, kwatera z poliptyku augustiańskiego

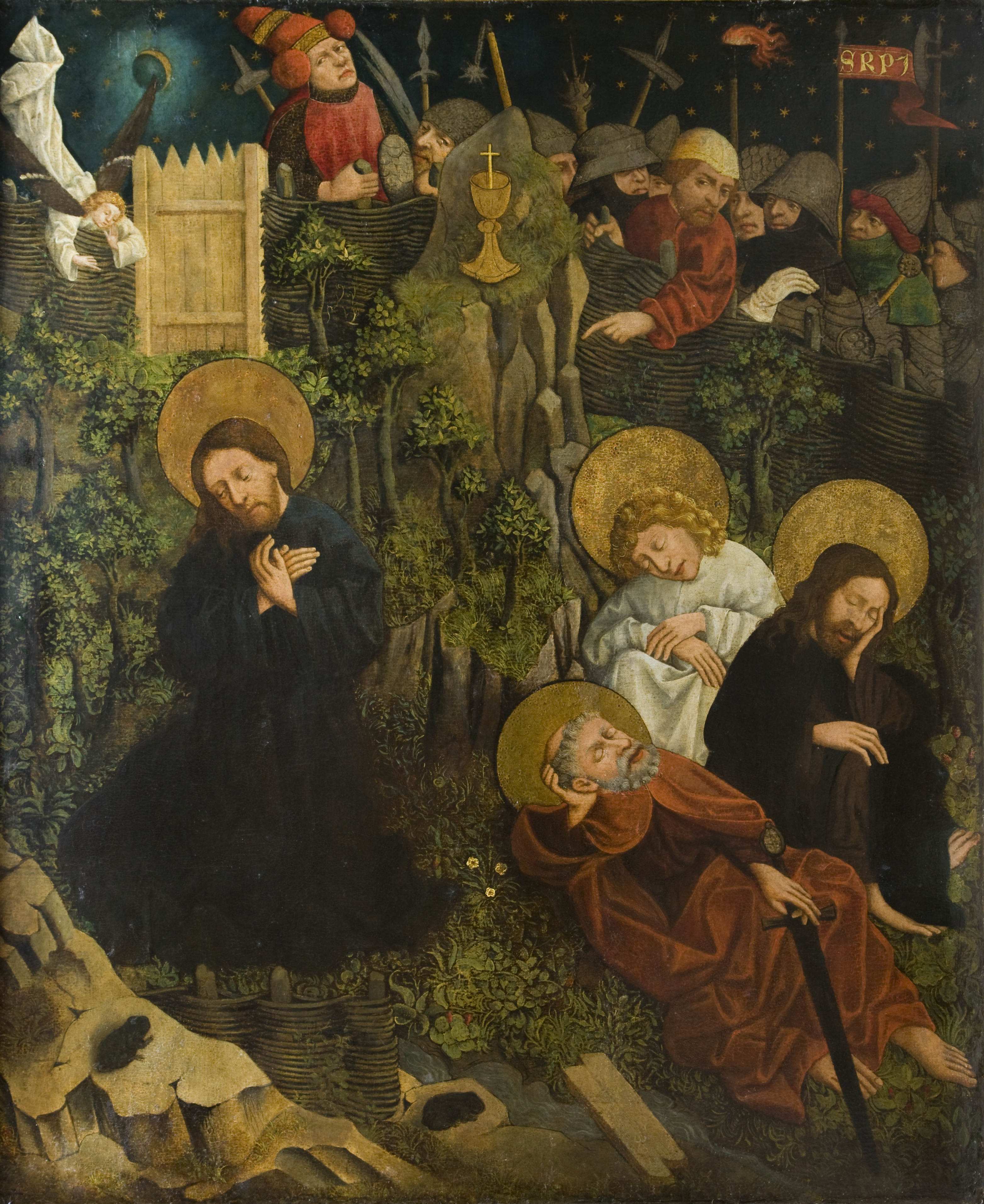
Modlitwa w Ogrójcu, kwatera z poliptyku augustiańskiego

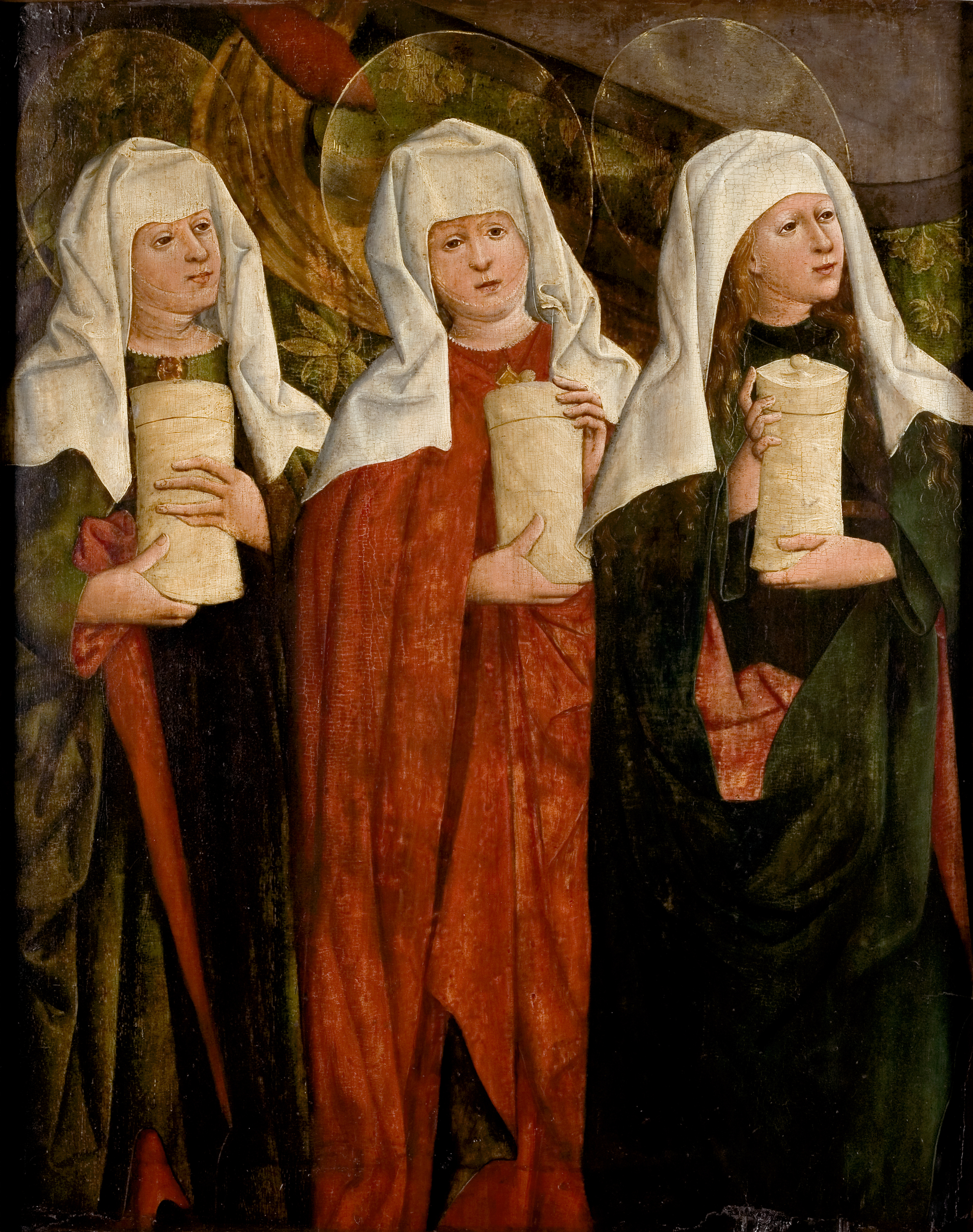
Trzy Marie u grobu Chrystusa

Mikołaj Haberschrack (Nicolaus Haberschrack; występują też inne wersje nazwiska oraz imienia, m.in. Micklash) (zm. 1484) – malarz późnego średniowiecza, czynny w Krakowie w 2. połowie XV wieku.
Artysta znany ze źródeł jako Nicolaus pictor de Nova villa. Pochodził z wówczas podkrakowskiej Nowej Wsi, ale nie miał problemu w uzyskaniu obywatelstwa miejskiego Krakowa w 1454. W 1468 zawarł umowę na wykonanie obrazów do głównego ołtarza kościoła Augustianów pw. Świętej Katarzyny na krakowskim Kazimierzu. W 1476 malarz działał we Lwowie, w którym miał dla kościoła Najświętszej Marii Panny, fary miejskiej (obecnie Katedry Łacińskiej) pozłocić i pokryć polichromią figurę Marii Magdaleny. Przy tej realizacji miał działać z Habershrackiem jego pomocnik Albert.
Od strony stylistycznej w dzieła Haberschracka emanują realizmem. Artysta dąży do wiernej obserwacji natury, postaci i architektury oraz trójwymiarowego ukształtowania przestrzeni. Podobnie jak inni ówcześni malarze związani z Krakowem, nie praktykował on zamalowywania tła obrazów na złoto czy używania motywów charakterystycznych dla tzw. geometrycznego stylu łamanego, widocznego przede wszystkim w ukształtowaniu szat postaci, wzbogaconą modelunkiem światłocieniowym. Sztywność i statyczność postaci, wynikające z takiego traktowania fałdów szat, zostały tu zastąpione bardziej wysublimowaną manierą. W sposobie przedstawiania postaci widoczny jest silny ładunek ekspresyjności i uczuciowości. Tło stanowią przede wszystkim krajobraz lub architektura. Postaci Jezusa, Marii i innych nacechowane są siłą wyrazu i dynamizmem, a z innych emanuje powaga i dostojeństwo, w konsekwencji czego poszczególne dzieła są stylistycznie zróżnicowane.

## Dzieła
- Poliptyk augustiański – dawny ołtarz główny kościoła Świętej Katarzyny na Kazimierzu. Do dziś zachowało się trzynaście malowideł w jedenastu kwaterach, z przedstawieniami z życia Chrystusa i Marii, m.in. sceny Hołdu Trzech Króli, Wypędzenia przekupniów ze świątyni, Modlitwy w Ogrójcu i Naigrawania.
- Trzy Marie u grobu Chrystusa – obraz z Niegowici przedstawiający Marię żonę Kleofasa, Marię Salome oraz Marię Magdalenę. Na odwrocie znajduje się fragmentarycznie zachowana scena Ecce Homo.

Dzieła te znajdują się w zbiorach sztuki średniowiecznej w Muzeum Narodowym, a eksponowane są w oddziale muzeum – pałacu Erazma Ciołka przy ul. Kanoniczej w Krakowie.